# Evaristo San Cristóval
Evaristo San Cristóval (Cerro de Pasco, 26 de octubre de 1848-Lima, 8 de diciembre de 1900) fue un pintor, dibujante y grabador peruano.

## Biografía
Hijo de Dionisio San Cristóval y Ascensión León. Su padre había pertenecido a la primera expedición restauradora (1838) y se había instalado en Cerro de Pasco, dedicado a la minería. 
Muy joven se trasladó a Lima, donde cursó estudios en el Colegio Nacional Nuestra Señora de Guadalupe, de 1863 a 1868. Ya por entonces descollaba como dibujante, y en tal calidad, prestó servicios en la construcción del Ferrocarril Central (1869-1875) y durante la guerra del Pacífico, en el Estado Mayor de la Reserva. 
Aprendió de manera autodidacta la litografía y con su propio esfuerzo, en 1887 instaló un taller dedicado a dicho arte gráfico. Se asoció con el industrial italiano Pedro Bacigalupi, dueño de una imprenta en Lima, donde apareció el 14 de mayo de 1887 la revista El Perú Ilustrado, de cuya parte artística se encargó San Cristóval. La publicación llamó la atención de los limeños, por sus retratos y grabados firmados por San Cristóval, que eran de una exquisita calidad artística. El Perú Ilustrado, uno de cuyos directores fue la escritora Clorinda Matto de Turner, subsistió hasta 1892.
Continuó su labor gráfica en otras publicaciones, como La Ilustración Americana (1890-1891), La Revista Americana (1891-1892), La Exposición de Lima (1892) y El Perú Artístico (1893-1894). También colaboró como ilustrador en diversas obras, siendo una de ellas la Galería de los gobernadores y virreyes del Perú, de José Antonio de Lavalle, publicada en 1891.
Su contribución a las artes gráficas del Perú ha sido enorme: centenares de retratos, pertenecientes a los hombres y mujeres destacados de su tiempo y de épocas anteriores, así como innumerables estampas. 
También hizo litografías en colores, pintura al óleo, acuarelas y miniaturas. Sus más destacados óleos se titulan Paz campestre y El Pichis.